# Dödsboanmälan
Dödsboanmälan ersätter bouppteckning om dödsboets tillgångar endast täcker begravningskostnaderna och det inte finns fast egendom eller tomträtt i dödsboet. Dödsboanmälan är i de flesta kommuner och stadsdelar kostnadsfri och ställs till Skatteverket efter utredning av boutredaren i den kommun eller stadsdel där den avlidne är folkbokförd.